# Farmakida Cove
Die Farmakida Cove (englisch; bulgarisch залив Фармакида saliw Farmakida) ist eine 7 km breite und 3,3 km lange Bucht an der Nordostküste der Alexander-I.-Insel westlich der Antarktischen Halbinsel. Überragt wird sie im Südwesten vom Mount Calais.
Britische Wissenschaftler kartierten sie 1971. Die bulgarische Kommission für Antarktische Geographische Namen benannte sie 2017 nach der thrakischen Festung Farmakida im Südosten Bulgariens.